# Хаджидимово (община)
Община Хаджидимово се намира в Югозападна България и е една от съставните общини на област Благоевград.

## География

### Географско положение, граници, големина
Общината се намира в югоизточната част на област Благоевград и с площта си от 327,778 km2 заема 13-о, предпоследно място сред 14-те общини на областта, което съставлява 5,09% от територията на областта. Границите ѝ са следните:
- на запад – община Сандански;
- на север – община Гоце Делчев и община Гърмен;
- на изток – община Сатовча;
- на юг – Република Гърция;

### Релеф, води
Релефът на общината е разнообразен, но преобладава предимно планинския. Част от северната и централната ѝ част се заема от най-южната част на Гоцеделчевската котловина, като тук е разположен и общинския център – град Хаджидимово. Периферията на общината се заема от части от пет планини:
на северозапад – югоизточните склонове на Южен Пирин с най-висока точка връх Моторок (1971 m);
на югозапад – най-североизточната част на планината Славянка с Голям Царев връх (2183 m, най-високата точка на общината) и северните склонове на планината Стъргач с 1249 m;
на югоизток – Бесленски рид с връх Чиплекбаир (1091 m), най-северната част на планината Боздаг, разположена в Гърция;
на североизток – най-югозападните склонове на Западнородопския рид Дъбраш с най-висока точка 823 m.
Между последните два рида, в коритото на река Места, преди да навлезе на гръцка територия се намира най-ниската точка на общината – 412 m н.в.
От северозапад на югоизток, на протежение от около 27 km преминава участък от течението на река Места със своите притоци: реките Чавдар дере и Чечка Бистрица – леви и реките Топлица, Лялево дере, Мътница, Перишко дере и Селския дол – десни.

## Население

### Етнически състав (2011)
Численост и дял на етническите групи според преброяването на населението през 2011 г.:
|                     | Численост | Дял (в %) |
| Общо                | 10 091    | 100.00    |
| Българи             | 6 763     | 67.02     |
| Турци               | 615       | 6.09      |
| Цигани              | 263       | 2.61      |
| Други               | 219       | 2.17      |
| Не се самоопределят | 101       | 1.00      |
| Неотговорили        | 2 130     | 21.10     |

### Населени места
Общината има 15 населени места с общо население 8860 жители към 7 септември 2021 г.
| Населено място | Население (2021 г.) | Площ на землището km2 | Забележка (старо име) | Населено място | Население (2021 г.) | Площ на землището km2 | Забележка (старо име)           |
| -------------- | ------------------- | --------------------- | --------------------- | -------------- | ------------------- | --------------------- | ------------------------------- |
| Абланица       | 2339                | 33,663                | Славци                | Ново Лески     | 403                 | 13,546                | Лески                           |
| Беслен         | 696                 | 19,466                |                       | Парил          | 9                   | 14,948                |                                 |
| Блатска        | 599                 | 10,330                |                       | Петрелик       | 152                 | 26,207                | Петралик                        |
| Гайтаниново    | 39                  | 26,891                |                       | Садово         | 340                 | 11,718                |                                 |
| Илинден        | 68                  | 36,519                | Либяхово              | Теплен         | 424                 | 13,160                |                                 |
| Копривлен      | 1184                | 27,734                |                       | Тешово         | 102                 | 39,460                |                                 |
| Лъки           | 40                  | 18,527                |                       | Хаджидимово    | 2419                | 22,671                | Долна Сингартия, Жостово        |
| Нова Ловча     | 46                  | 12,938                |                       | ОБЩО           | 8860                | 327,778               | няма населени места без землища |

## Административно-териториални промени
- МЗ № 2820/обн. 14.08.1934 г. – преименува с. Горно Сингартия на с. Горняни;

– преименува с. Долна Сингартия на с. Жостово;
- между 1946 и 1956 г. – изселено и заличено без административен акт с. Перица;
- Указ № 334/обн. 13.07.1951 г. – преименува с. Либяхово на с. Илинден;

– преименува с. Жостово на с. Хаджидимово;
- Указ № 582/Обн. 29.12.1959 г. – присъединява с. Горняни като квартал на с. Хаджидимово;
- Указ № 431/Обн. 22.11.1960 г. – заличава с. Лялево;

– заличава с. Теплен;
- Указ № 463/Обн. 02.07.1965 г. – признато отново за населено място, заличеното през 1960 г. с. Теплен;
- Указ № 960/обн. 4 януари 1966 г. – преименува с. Лески на с. Ново Лески;

– осъвременява името на с. Петралик на с. Петрелик;
- Указ № 875/обн. 20.03.1987 г. – преименува с. Абланица на с. Славци;
- Указ № 230/обн. 02.03.1990 г. – възстановява старото име на с. Славци – Абланица;
- Реш МС № 354/обн. ДВ бр.37/30.04.1996 г. – признава с. Хаджидимово за гр. Хаджидимово.

## Транспорт
През общината преминават частично или изцяло 4 пътя от Републиканската пътна мрежа на България с обща дължина 60,8 km:
- последният участък от 18,1 km на Републикански път II-19 (от km 91,6 до km 109,7);
- началният участък от 23,6 km Републикански път III-1906 (от km 0 до km 23,6);
- целият участък от Републикански път III-1907 – 7,9 km;
- участък от 11,2 km от Републикански път III-1972 (от km 3,8 до km 15,0).

## Туристически забележителност
Южно от град Хаджидимово е разположен Хаджидимовският манастир. Интересни архитектурни забележителности са църквата „Свети Георги“ в старото местоположение на село Ново Лески и църквата „Свети Димитър“ в центъра на село Тешово. Западно от село Парил, в близост до Парилската седловина се намира хижа „Славянка“, изходен пункт на туристическите маршрути към Южен Пирин и планината Славянка. Западно от село Илинден, в най-северните склонове на планината Стъргач се намира защитената местност Павлова падина.

## Топографска карта
- Лист от карта K-34-96. Мащаб: 1 : 100 000.
- Лист от карта K-35-85. Мащаб: 1 : 100 000.